# Starea a treia

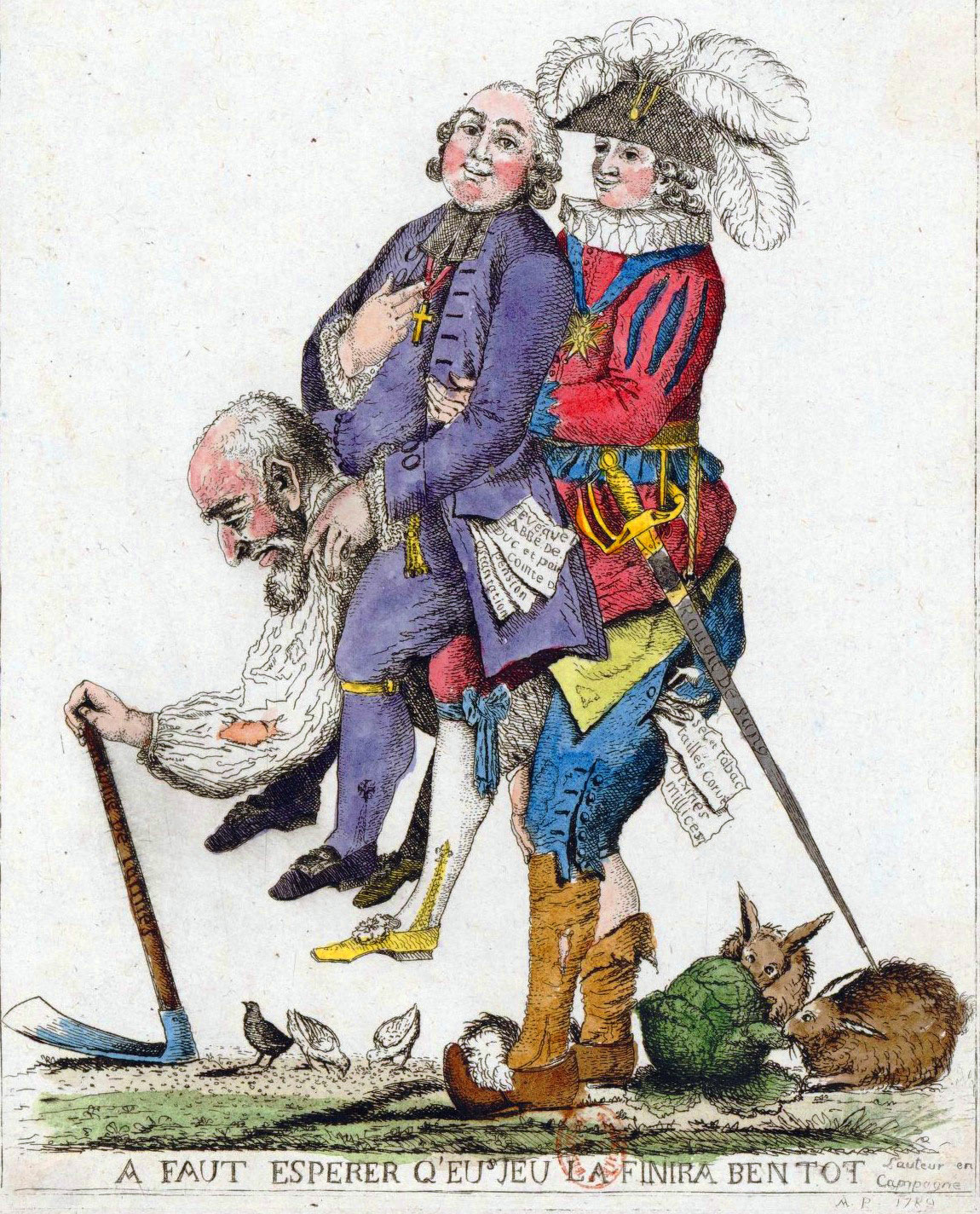
Caricatură reprezentând cele trei stări: Clerul și nobilimea pe spinarea stării a treia

Starea a treia (în franceză tiers état) constituia 98% din populația Franței din pragul Revoluției Franceze. În sistemul politic al Vechiului Regim ponderea reprezentativă a stării a treia era de 1/3, la fel cu celelalte două stări (clerul și nobilimea).
În urma faptului că regele Ludovic al XVI-lea a refuzat revendicarea reprezentanților stării a treia de ameliorare a ponderii lor politice, aceștia s-au constituit la 17 iunie 1789 în Adunare Națională și au jurat adoptarea unei constituții.